# 역사서지학
역사서지학(historical bibliography)은 책의 제작을 역사적으로 연구한다. 인쇄인의 안내서, 거래기록 등 외적 증거를 통해서 분석서지학자는 특정한 책의 인쇄과정에 관해 알 수 있다. 책 자체의 물질적 특징을 과학적으로 분석함으로써 일반적인 인쇄방법을 확인하고, 그 지식을 활용하고 응용해서 대상 문헌의 특징과 제작과정의 상관관계를 해석하는 것이다.